# Square Kilometre Array
Das Square Kilometre Array Observatory (SKAO) ist eine internationale, zwischenstaatliche Organisation mit Sitz im Vereinigten Königreich, die am 15. Januar 2021 gegründet wurde. Ihre Hauptaufgabe ist der Aufbau und Betrieb der Anlagen des Square Kilometre Array (SKA), einem Radioteleskop-Netzwerk mit großer, weit verteilter Sammelfläche. Die namengebende Vision ging von einem Quadratkilometer aus.
Die ersten beiden Teleskop-Netzwerke, für verschiedene Frequenzbereiche, werden in Südafrika und Australien errichtet, mit 197 Einzelspiegeln von 15 m Durchmesser bzw. 131.072 zwei Meter hohen Breitbandantennen. Der Ausbau begann im Jahr 2021 und wird in mehreren Schritten erfolgen. Die Fertigstellung ist im Jahr 2029 vorgesehen. Durch Kombination der Antennensignale mit unterschiedlichem Zeitversatz wird es möglich sein, gleichzeitig einen großen Himmelsausschnitt mit hoher Auflösung und Empfindlichkeit zu beobachten. Dazu werden Hochleistungsrechner und Langstrecken-Netzwerke mit einer Kapazität benötigt, die den heutigen weltweiten Internetverkehr übertrifft.

## Überblick
Die Idee für das SKA geht auf Überlegungen internationaler Wissenschaftler in den 1980er und 1990er Jahren zurück. Sie machten sich Gedanken darüber, wie ein Teleskop beschaffen sein müsste, das die grundlegenden astronomischen Fragen des neuen Jahrtausends erforschen könnte. Man ging davon aus, dass eine Verdreißigfachung der Sensitivität damals verfügbarer Teleskope notwendig wäre und damit rund ein Quadratkilometer effektive Kollektorfläche. Mehrere organisatorische Zwischenstufen trieben die Planungen voran, modifizierten sie immer wieder und begleiteten den Aufbau von Pathfinder-Geräten, bis 2021 das SKA Observatorium als zwischenstaatliche Organisation gegründet wurde und die Bauarbeiten der ersten Phase beginnen konnten. 2012 war festgelegt worden, das in dieser ersten Phase „SKA-1“ an zwei Teleskop-Standorten in Australien und Südafrika die zwei Arrays SKA-Low für niedrige Frequenzen und SKA-Mid für mittlere Frequenzen aufgebaut und betrieben werden sollen. Geplant ist, diese Ausbaustufe bis 2029 abzuschließen. Das SKA wird in Empfindlichkeit, Winkelauflösung und Durchmusterungsgeschwindigkeit die bisher bestehenden Messeinrichtungen um ein mehrfaches übertreffen. Weitere Bauphasen können vom Observatory angestoßen werden, wenn die Finanzierung geklärt ist.

## Beschreibung

Das Hauptquartier des SKA-Projekts am Jodrell-Bank-Observatorium im Vereinigten Königreich

Die Planung sieht vor, dass das SKA Signale kombiniert, die von tausenden kleinen Radioantennen empfangen wurden. Durch deren große räumliche Distanz von bis zu 3000 km wäre es möglich, damit ein riesiges Radioteleskop mit einer extrem hohen Empfindlichkeit und Winkelauflösung zu simulieren. Das SKA soll ebenfalls ein sehr großes Sichtfeld (FOV, englisch field of view) von 200 Quadratgrad bei Frequenzen unter 1 GHz und mehr als 1 Quadratgrad (ungefähr fünf Mondscheiben) bei höheren Frequenzen abdecken. Eine geplante Neuerung ist die gleichzeitige Verwendung von mehreren Sichtfeldern durch Phased-Array-Antennen. Damit soll die Geschwindigkeit bei Musterungen entscheidend verbessert und es verschiedenen Benutzern ermöglicht werden, gleichzeitig verschiedene Teile des Himmels zu beobachten.
In den ersten beiden Bauphasen soll eine kontinuierliche Abdeckung von 70 MHz bis 10 GHz gewährleistet werden. In einer dritten Phase ist eine Ausweitung auf 30 GHz geplant.
1. Phase 1: ≈20 % der totalen Auffangfläche bei niedrigen und mittleren Frequenzen.
2. Phase 2: Volle Arraygröße für niedrige und mittlere Frequenzen.
3. Phase 3: Aufbau des Arrays für hohe Frequenzen.

Mit einem einzigen Antennendesign kann nicht der gesamte Frequenzbereich von 70 MHz bis 10 GHz (mehr als zwei Dekaden) sinnvoll empfangen werden. Deshalb soll das SKA über drei Typen von Antennenelementen verfügen, SKA-low, SKA-mid und Parabolantennen.

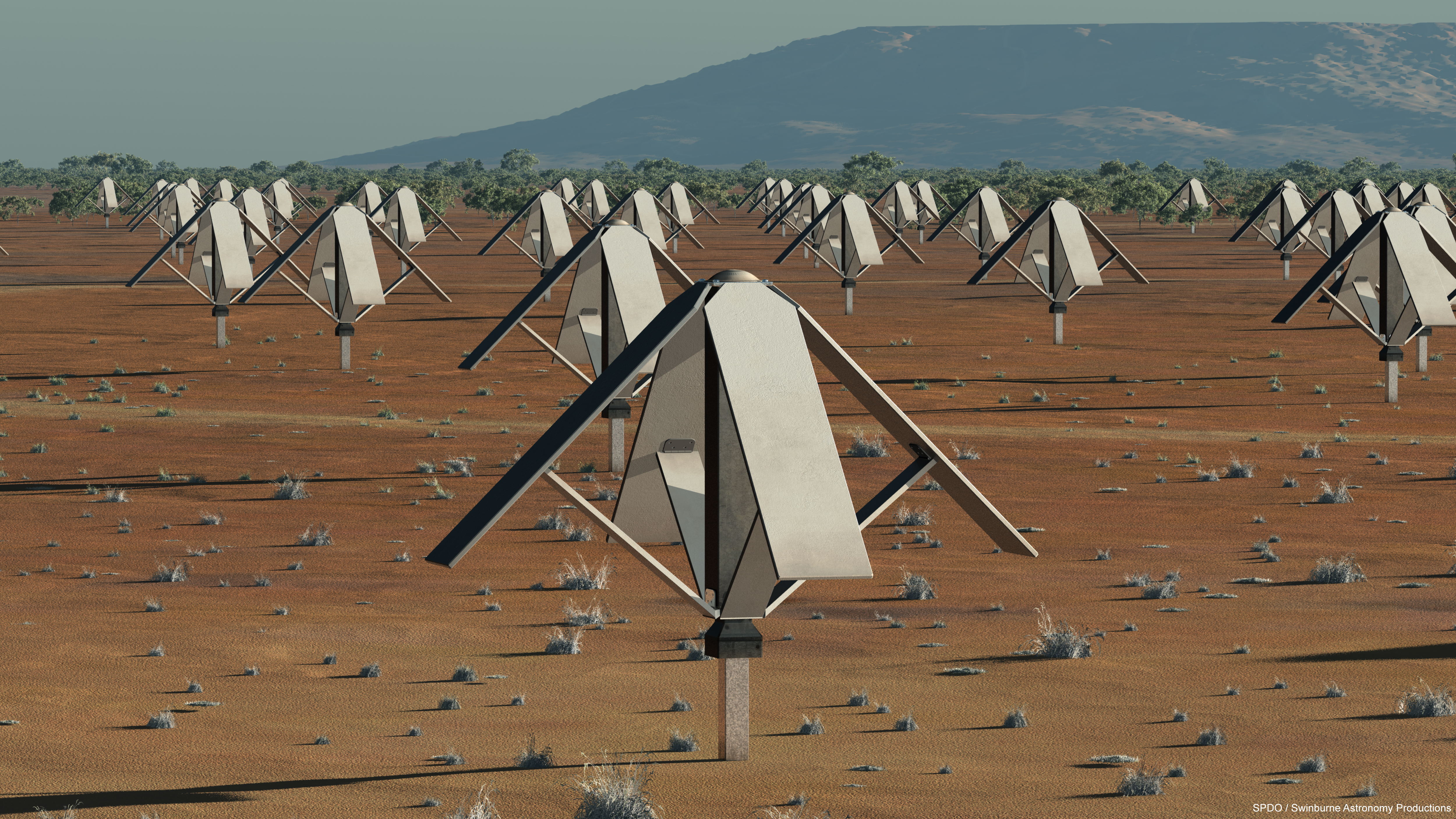
Illustration der SKA-low Arrays (auch Sparse Aperture Arrays genannt)

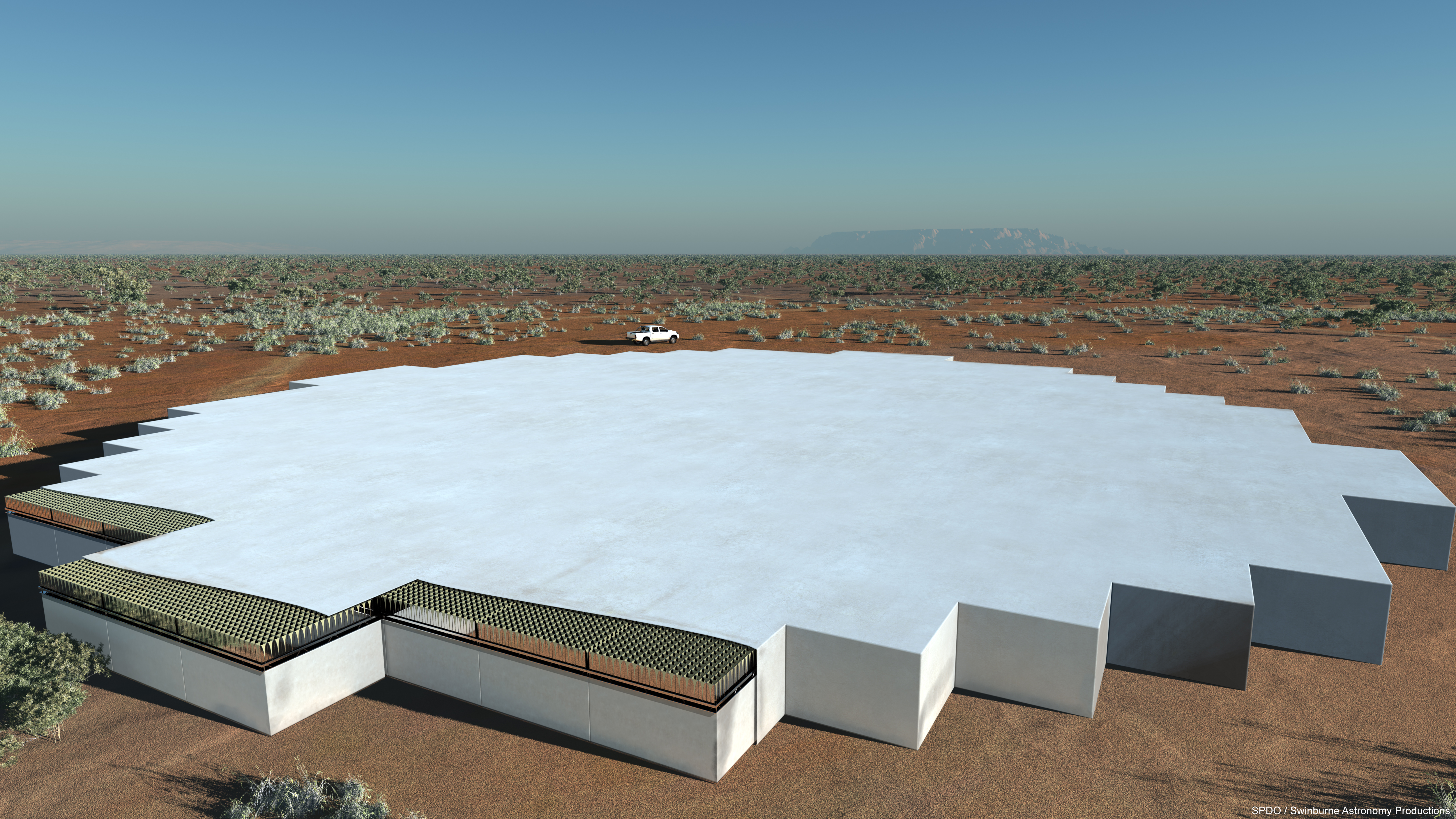
Illustration einer Station des SKA-mid Array

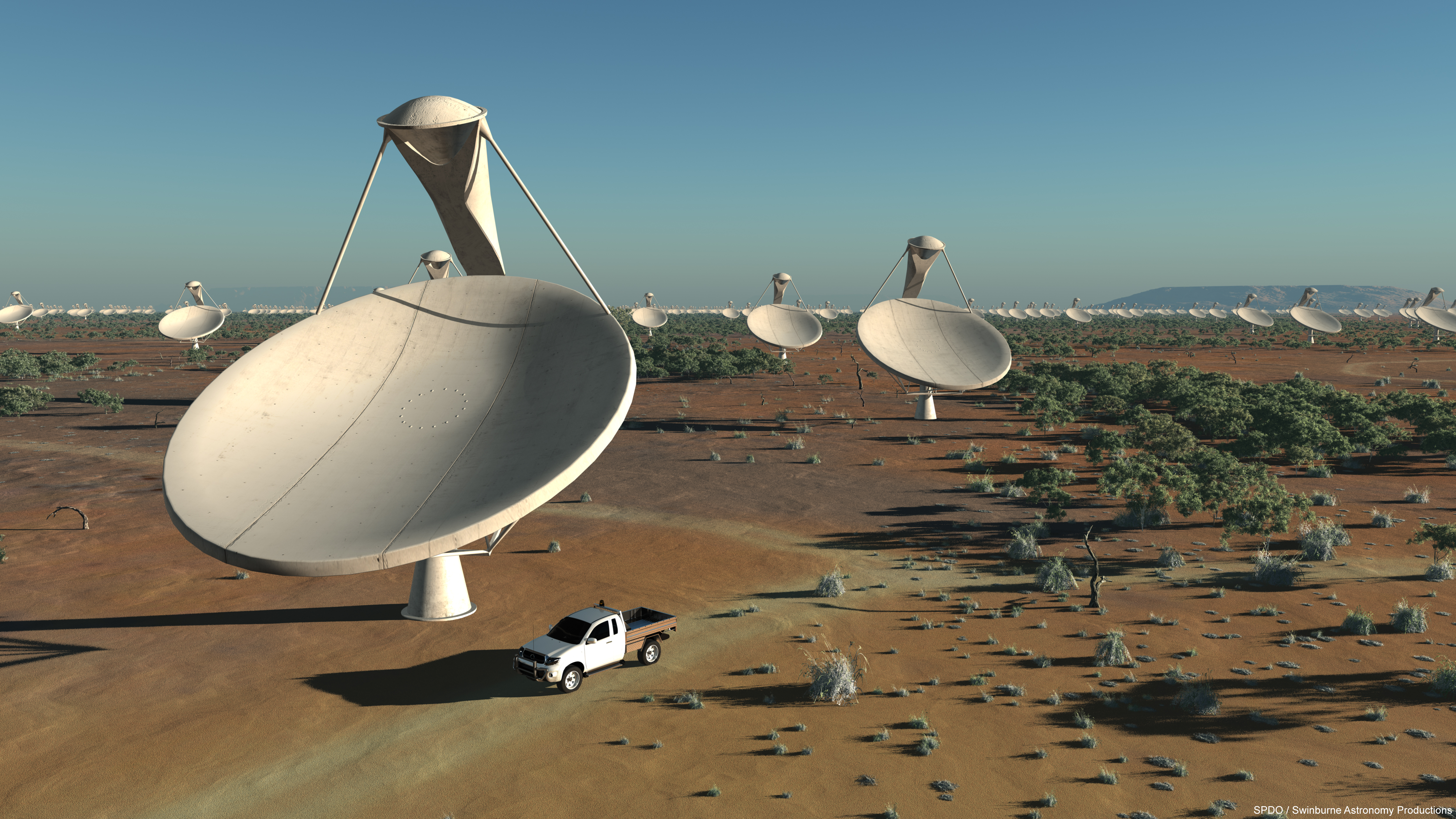
Illustration der Offset-Gregory-Parabolantennen (auch Dish Arrays genannt)

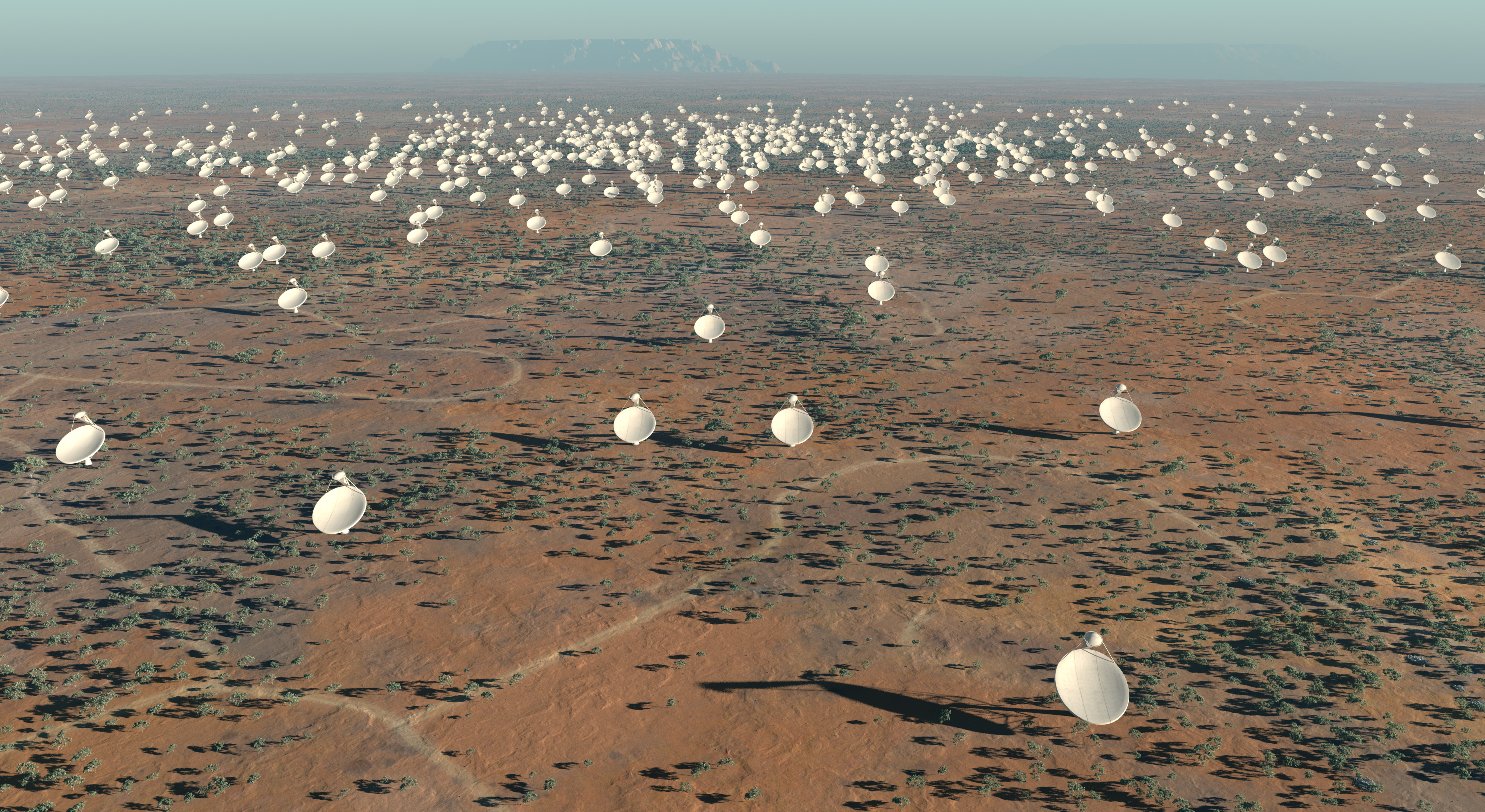
Illustration der Offset-Gregory-Parabolantennen (auch Dish Arrays genannt)

1. SKA-low Array (Phasen 1 und 2): Ein Array von phasengesteuerten, einfachen Dipolantennen für den Frequenzbereich von 70 MHz bis 200 MHz. Diese Antennen sollen in Gruppen zu 90 auf einer Fläche mit einem Durchmesser von 100 m aufgestellt werden.
2. SKA-mid Array (Phase 2): Dieses Array soll aus phasengesteuerten Antennen bestehen, welche eine Abdeckung der Frequenzen von 200 MHz bis 500 MHz ermöglichen. Die Antennen mit Abmessungen von 3 m × 3 m sollen in kreisförmigen Gruppen mit einem Durchmesser von 60 m aufgestellt werden.
3. Dish Array (Phasen 1 und 2): Mehrere tausend Parabolantennen für die Frequenzen von 500 MHz bis 10 GHz. Geplant ist ein Antennendesign wie beim Allen Telescope Array mit einem Offset-Gregory-Design mit einer Höhe von 15 m und einer Breite von 12 m. Die Parabolantennen sollen, wenn möglich, mit Fokalebenenarrays in ihrem Fokus ausgestattet sein. Dieser Aufbau würde den Parabolantennen ein weit größeres Sichtfeld verleihen, als dies mit einem einzelnen Empfänger möglich wäre. Prototypen dieser Fokalebenenarrays stehen im Moment in der Entwicklung.

Das SKA soll in drei Regionen unterteilt werden:
1. Eine zentrale Region mit Ansammlungen von Parabolantennen und SKA-mid-Stationen in den inneren 2,5 km und SKA-low Antennen hinaus bis 5 km. Diese zentrale Region soll ungefähr die Hälfte der gesamten Empfangsfläche von 1 km² enthalten.
2. Eine mittlere Region bis 180 km. Parabolantennen und Paare von SKA-mid- und SKA-low-Stationen werden in dieser Region angesiedelt. Alle Antennen sollen zufällig verteilt werden, mit einer nach außen hin abfallenden Dichte von Antennen.
3. Eine äußere Region von 180 km bis 3000 km. Fünf Spiralarme mit Gruppen von 20 Parabolantennen sind in ihr enthalten. Der Abstand zwischen den Stationen wird mit zunehmender Entfernung immer größer.

## Wissenschaftliche Ziele des SKAO
Ende der 1980er Jahre war die Motivation für die 100fach größere Sammelfläche, H-I-Gebiete bis in kosmologisch relevante Entfernungen, z = 2 statt bisher 0,2, untersuchen zu können. Im September 1993 gründete die International Union of Radio Science die  Large Telescope Working Group. Erstmals fassten 1999 Taylor und Braun zusammen, zu welchen astronomischen und kosmologischen Ergebnissen das SKA führen könnte. Im August 2000 unterzeichneten elf Staaten ein Memorandum zur Gründung des International SKA Steering Committee (ISSAC). Ergebnisse waren ein breit angelegtes Science Book und eine Liste von Schlüsselprojekten, Key Science Projects, welche auch die Spezifikation der Designparameter unterstützen sollten:
KSP I. Wiege des Lebens
In galaktischen Sternentstehungsgebieten sollen Protoplanetare Scheiben abgebildet und darin die Entwicklung erdähnlicher Planeten live verfolgt werden. Astrobiologisch relevante Moleküle können in Molekülwolken und Planetenatmosphären nachgewiesen und außerirdische Zivilisationen abgehört werden.
KSP II. Hochfeld-Tests der allgemeinen Relativitätstheorie
Zehntausende Pulsare werden neu entdeckt. Deren Taktsignale dienen als kosmisches Positionssystem, gegen das der Durchgang von Gravitationswellen beobachtbar sein sollte. Einige Pulsare könnten auch in engen Binärsystemen mit Schwarzen Löchern gefunden werden, in stärker gekrümmter Raumzeit als in bisher entdeckten Systemen.
KSP III. Ursprung und Entwicklung der kosmischen Magnetfelder
Hundert Millionen Quellen polarisierter Radiowellen, typischer Abstand am Himmel eine Bogenminute, lassen sich auf die Frequenzabhängigkeit der Faraday-Rotation hin untersuchen. Das sollte helfen, die Fragen über den Ursprung und die Entwicklung interstellarer und intergalaktischer Magnetfelder zu klären.
KSP IV. Galaxienentstehung und Kosmologie
Die Intensität der HI-Linie in Absorption wird mit hoher Winkelauflösung und bis zu einer Rotverschiebung von z = 1,5 neutralen Wasserstoff in Galaxien abbilden. Die großräumige Struktur dieser Galaxien ermöglicht Rückschlüsse auf die Zustandsgleichung der Dunklen Energie. Darüber hinaus lassen schwache Gravitationslinseneffekte auf die Verteilung Dunkler Materie schließen.
KSP V. Reionisierungsepoche – die ersten leuchtenden Objekte und supermassiven Schwarzen Löcher
Zur Zeit der Reionisierung zeigt sich die HI-Linie in Emission, rotverschoben in den Bereich 50 bis 100 MHz. Das australische SKAO-Teleskop wird helfen, die frühe Strukturbildung und die Art der ersten leuchtenden Objekte aufzuklären. Molekülspektroskopie erlaubt die Untersuchung der Sternentstehung in frühen Galaxien, während die ersten supermassiven Schwarzen Löcher sich im Radiokontinuum zeigen werden.

## Standorte

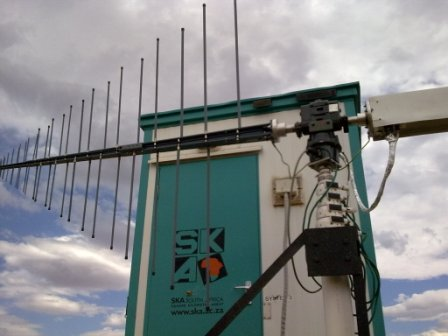
Automatischer Breitband-Scanner für die Registrierung terrestrischer Störungen am Standort Südafrika

Voraussetzung für mögliche Standorte der SKA-Teleskopnetzwerke war ein möglichst geringer anthropogener Radiowellen-Hintergrund, wie er sich praktisch nur in unbewohnten Gebieten findet. Nach umfangreichen Tests, u. a. mit nebenstehend abgebildeten Funkscannern, und einem Wettbewerb mehrerer Standorte, fiel im Mai 2012 die Entscheidung für einen verteilten Aufbau in Australien und Südafrika.
- Australien: Aufbau von SKA-Low. Das Zentrum befindet sich bei Boolardy (26,98334° S, 116,53335° O) in Westaustralien 315 km nordöstlich von Geraldton[12] auf einer wüstenähnlichen Ebene auf einer Höhe von 460 m. Dieses Gebiet liegt in der Mid-West Radio Quiet Zone, die für das Murchison Widefield Array (MWA) eingerichtet wurde.[13][14]
- Südafrika: Aufbau von SKA-Mid. Das Zentrum befindet sich auf einer Höhe von 1000 m in der Gegend Karoo (Lage), in der trockenen Provinz Northern Cape, ungefähr 75 km nordwestlich von Carnarvon. Später sind weitere Stationen unter anderem in Ghana, Kenia, Madagaskar und Mauritius geplant.

## Pathfinder Arrays und Entwicklung der Technologie
Viele Gruppen von Wissenschaftlern auf der ganzen Welt arbeiten daran, die benötigte Technologie und die Verfahren zu entwickeln, welche vom SKA verwendet werden sollen. Dazu entstehen bzw. entstanden Antennen-Arrays, die nicht Teil des SKA werden sollen. Einige sind im Folgenden aufgeführt. Dem bereits 1995/96 errichteten Giant Metrewave Radio Telescope (GMRT) des indischen National Centre for Radio Astrophysics (NCRA) des TIFR wurde Anfang 2015 der Pathfinder-Status zuerkannt.

### MeerKAT
MeerKAT ist ein Projekt für 860 Millionen Rand, das mit einem Array von 50 oder mehr Parabolantennen mit 12 m Durchmesser Grundlagen für die Technologie des SKA erprobt. KAT-7, eine Testumgebung aus sieben Schüsseln in der Nähe von Carnarvon in der Provinz Northern Cape in Südafrika, sollte 2012 volle Funktionsfähigkeit erlangen. Die Parabolantennen wurden mit einzelnen Breitbandempfängern für Frequenzen von 800 MHz bis 8 GHz ausgestattet. Im Juli 2016 wurden bei einer ersten Testaufnahme mit 16 der geplanten 64 Parabolantennen etwa 1200 neue Galaxien entdeckt.
Ende 2020 war es das beste Radioteleskop seiner Art und entdeckte im Rahmen des Forschungsprogrammes MeerKAT International Gigahertz Tiered Extragalactic Exploration Survey (MIGHTEE) gleich zwei bisher unbekannte Riesen-Radiogalaxien (GRG von giant radio galaxie). Riesen-Radiogalaxien haben in ihren Armen (lobes) sehr geringe Radio-Strahlungsdichten und nur deren Zentren sind auch optisch beobachtbar. Diffuse Radioquellen geringer Strahlungsdichte sind mit dem Instrument MeerKAT nun besser auffindbar. Es wird daher vermutet, dass es mehr GRG gibt als bisher angenommen.

### Australischer SKA Pathfinder
Der Australische SKA Pathfinder, kurz ASKAP, war ein 100-Millionen-AU$-Projekt mit dem Ziel, bis 2012 am australischen Standort für das SKA ein Array aus 36 Antennen aufzubauen, um Technologie für das SKA zu entwickeln. Die Parabolantennen haben 12 m Durchmesser und 188 Empfänger in der Bildebene für ein 30 Quadratgrad großes Gesichtsfeld. Die Frequenzabdeckung erstreckt sich auf 700 MHz bis 1,8 GHz. Im Oktober 2016 wurde der wissenschaftliche Betrieb mit zunächst zwölf Antennen aufgenommen. Im Frühjahr 2019 wurden erstmals alle 36 Antennen gemeinsam betrieben.
Am 24. September 2018 registrierte ASKAP einen Fast Radio Burst, der anhand der automatisch ausgelösten Rohdatenaufzeichnung mit VLBI-Methoden auf 0,04 Bogensekunden lokalisiert und einer Galaxie zugeordnet werden konnte.

### LOFAR
LOFAR ist ein 120 Millionen Euro teures europäisches Projekt, geplant und gebaut vom Institut ASTRON in den Niederlanden, das ein neuartiges Array von Antennenstationen für niedrige Frequenzen mit phasengesteuerter Öffnung, verteilt über ganz Nordeuropa, aufbaut und seit 2011 nutzt. Empfangsdaten bei niedrigen Frequenzen von 10 MHz bis 240 MHz werden direkt zu einem zentralen Rechner geleitet, wo Überlagerung und Auswertung vorgenommen werden. LOFAR entwickelt zurzeit grundlegende Verarbeitungstechniken, die für das SKA von entscheidender Bedeutung sind. Der Erweiterung NenuFAR der französischen LOFAR-Station FR606 beim Nançay-Radioteleskop wurde im August 2014 Pathfinder-Status zuerkannt.

### Allen Teleskop Array
Das Allen Teleskop Array (ATA) besteht aus innovativen Offset-Gregory-Parabolantennen mit einem Durchmesser von 6,1 m, ausgestattet mit Breitbandempfängern für 500 MHz bis 11 GHz. Zurzeit sind 42 Elemente zu einem funktionsfähigen Array zusammengeschaltet (Stand 2010), mit einer geplanten Erweiterung auf 350 Antennenelementen. Für das Design der Parabolantennen wurden spezielle günstige Herstellungsmethoden ausprobiert.

### Square Kilometre Array Design Study
Die Square Kilometre Array Design Study, kurz SKADS, ist ein europäisches Projekt im Umfang von 38 Millionen Euro, welches eine ganze Bandbreite von Technologien und wissenschaftlichen Studien im Umfeld des SKA entwickelt. Der Fokus der technischen Entwicklungen liegt bei Hochfrequenz-Phasenarrays für 300 MHz bis 1 GHz. Ein solches vollelektronisches Teleskop liefert eine große Zahl gleichzeitiger Beams für höchste Geschwindigkeiten bei Himmelsdurchmusterungen.

### Technology Development Project
Das Technology Development Project, abgekürzt TDP, war ein 12-Millionen-Dollar-Programm der USA, um gezielt für das SKA Technologien für Parabolschüsseln und deren Einbindung zu entwickeln. Es wurde von einem Konsortium von Universitäten unter der Leitung der Cornell University betrieben und sollte 2012 abgeschlossen werden.

### MWA
Das Murchison Widefield Array ist ähnlich dem LOFAR ein Radioteleskop für den Frequenzbereich bis 300 MHz mit synthetischer Apertur. Für die Entwicklung des SKA werden dafür relevante Technologien entwickelt:
- Laufzeit gesteuerte Strahlformung mit Antennenmatrizen aus kostengünstigen Dipolantennen
- Datensammlung und Synchronisation von einer Vielzahl von Antennengruppen
- FX-Technologie der Empfänger- und Digitalisiererkomponenten.

Das MWA befindet sich an einem der möglichen Standorte für das SKA in Australien.

## Organisation

### Entwicklung
Erste Überlegungen zum Bau des Teleskops stammen aus den 1980er Jahren und wurden mehrere Jahre von Astronominnen und Astronomen diskutiert und weiterentwickelt. Zur Formalisierung und Koordinierung der Vor-Konstruktionsphase gründeten im Jahr 2011 mehrere Forschungsorganisationen aus Australien, China, Italien, den Niederlanden, Neuseeland, Südafrika und dem Vereinigten Königreich die SKA-Organisation, als Vorläufer der endgültigen Organisation. Später beteiligten sich auch Kanada und Schweden.
Deutschland trat der SKA-Organisation 2010 als zehntes Mitglied bei, wobei die finanziellen Beiträge hälftig vom BMBF und der Max-Planck-Gesellschaft übernommen wurden. Das BMBF kündigte die deutsche Mitgliedschaft 2014 aus finanziellen Gründen ohne Rücksprache mit den beteiligten Wissenschaftlern. 2019 trat die Max-Planck-Gesellschaft als 13tes Mitglied wieder bei.

### Gründung des SKAO
Am 12. März 2019 wurde in Rom die internationale Konvention zur Gründung des SKA Observatoriums (SKAO) feierlich unterzeichnet. Gründungsmitglieder des zwischenstaatlichen Vertrags waren Australien, China, Italien, die Niederlande, Portugal, Südafrika und das Vereinigte Königreich. Die Konvention trat am 15. Januar 2021 in Kraft, dies ist damit der offizielle Geburtstag des SKAO. Aufgaben des SKAO sind der Aufbau und der Betrieb der beiden SKA-Radioteleskopnetzwerke.
Anfang 2021 wurde der Rat des SKAO, das Leitungsgremium, eingesetzt. Er genehmigte im Juni 2021 förmlich den Beginn der Bauarbeiten und startete die Phase der Auftragsvergaben. Am 5. und 6. Dezember 2022 fanden an den Teleskopstandorten in Australien und Afrika mit den lokalen Gemeinschaften Feierlichkeiten zum Beginn der Bauarbeiten statt.

### Sitz und Organe
Sitz des SKAO und die globale Hauptverwaltung sind in Jodrell Bank in Cheshire, in der Nachbarschaft der Weltkulturerbestätte Jodrell-Bank-Radioobservatorium. Das Leitungsgremium des SKAO ist der Rat, in dem jedes Mitglied eine Stimme hat. Der Rat wählt für jeweils zwei Jahre einen Vorsitzenden und einen Stellvertretenden Vorsitzenden. Der Rat ernennt außerdem einen Generaldirektor, der als höchster leitender Bediensteter der gesetzliche Vertreter des SKAO ist, die operativen Geschäfte leitet und dem Rat berichtet.

### Mitglieder
Gründungsmitglieder des SKAO sind Australien, China, Italien, die Niederlande, Portugal, Südafrika und das Vereinigte Königreich. Die Schweiz wurde im Januar 2022, Spanien im April 2023, Kanada im Juni 2024 und Deutschland im November 2024 stimmberechtigtes Vollmitglied. Assoziiertes Mitglied mit Beobachterstatus im SKAO-Rat sind Frankreich, Indien, Japan, Schweden und Südkorea.
Im Dezember 2023 beschloss das deutsche Bundeskabinett den Beitritt Deutschlands als Vollmitglied zum SKAO zu beantragen. Bundestag und Bundesrat mussten dem Beschluss zustimmen. Der Bundesrat erhob in seiner Sitzung vom 2. Februar 2024 keine Einwände. In der ersten Lesung im Bundestag am 21. März 2024 wurde es aber wegen Zweifeln an der langfristigen Finanzierbarkeit in den Ausschuss für Bildung, Forschung und Technikfolgenabschätzung verwiesen. Auf Empfehlung des Ausschusses stimmte der Bundestag in der Sitzung am 13. Juni 2024 dem Gesetz zu. Am 1. November 2024 wurde Deutschland offiziell Mitglied des SKAO.

## Zeitplan und Finanzierung
Das SKAO wird aus Beiträgen der Vollmitglieder und assoziierten Mitglieder finanziert. Laut Planungsstand 2021 wird der Aufbau des SKA 1,3 Milliarden Euro und der Betrieb von 2021 bis 2030 0,7 Milliarden Euro kosten.
Der Rat gab den Beginn der Bauarbeiten und die Auftragsvergabefür SKA-1 im Juni 2021 frei. Geplant ist der Aufbau in mehreren Schritten. Ein Prototyp von SKA-Mid ist bereits seit 2019 in Betrieb und liefert erste Daten. Der Projektmeilenstein „Array Assembly 0.5 finish“, mit einem 6-Station-Array für SKA-Low und einem 4-Dish-Array für SKA-Mid sind für Februar bzw. März 2024 geplant. Weitere Schritte sollen bis zum endgültigen Konstruktionsabschluss im Juli 2029 folgen. Der Betrieb ist für mehr als 50 Jahre geplant.